# Fujioka (Gunma)
Fujioka (Japans: 藤岡市, Fujioka-shi) is een stad in de prefectuur Gunma op het eiland Honshu, Japan.

## Geschiedenis
Op 1 april 1889 werd de gemeente Fujioka (藤岡町, Fujioka-machi) opgericht in het voormalige district Midorino.
Op 1 april 1954 werd Fujioka een stad (shi) na samenvoeging met de dorpen Kanna (神流村, Kanna-mura), Ono (小野村, Ono-mura), Midori (美土里村, Midori-mura) en Mikuri (美九里村, Mikuri-mura).
Op 1 maart 1955 zijn de dorpen Hirai (平井村, Hirai-mura) en Hino (日野村, Hino-mura) aan Fujioka toegevoegd.
Op 1 januari 2006 is de gemeente Onishi (鬼石町, Onishi-machi) aan Fujioka toegevoegd.

## Festivals
- Het Fujioka matsuri is een tweedaags zomerfestival in een weekeinde eind juli. In het centrum van de stad zijn er eten- en amusementskramen, een vlooienmarkt, een parade en dansvoorstellingen in de open lucht.
- Het Fuji matsuri (Blauweregenfestival) is een voorjaarsfestival (eind april/begin mei) in het Koshinyama-park. Kramen met bloemen, lokale producten en etenswaren staan onder de, in de avond verlichte, bloeiende blauweregenbomen.

## Verkeer
Fujioka ligt aan de Hachikō-lijn van de East Japan Railway Company.
Fujioka ligt aan de Jōshin-etsu-autosnelweg en aan de autowegen 17, 254, 354, 462.

## Geboren
- Seki Kōwa (1642-1708), Japanse wiskundige uit de Edoperiode
- Jiro Horikoshi (1903- 1982), Japans vliegtuigontwerper

## Aangrenzende steden
- Takasaki
- Chichibu

## Stedenbanden
Fujioka heeft een stedenband met
- Regina, Canada,
- Jiang Yin, China,